# Pungguk Beringin
Pungguk Beringin is een bestuurslaag in het regentschap Bengkulu Tengah van de provincie Bengkulu, Indonesië. Pungguk Beringin telt 348 inwoners (volkstelling 2010).